# 日露関係
日露関係（にちろかんけい、ロシア語: Российско-японские отношения）では、日本とロシア連邦の両国関係について総合的に述べる。かつてこれらの地域にあった国・王朝を含める。

## 両国の比較
|             | 日本                          | ロシア連邦                    |
| ----------- | ----------------------------- | ----------------------------- |
| 人口        | 1億2414万人 (2024)）          | 1億4593万4000人（2020年）     |
| 国土面積    | 37万7975平方キロメートル      | 1710万平方キロメートル        |
| 首都        | 東京                          | モスクワ                      |
| 最大都市    | 東京都区部                    | モスクワ                      |
| 政体        | 議院内閣制、立憲君主制        | 半大統領制、連邦共和制        |
| 公用語      | 日本語（事実上）              | ロシア語                      |
| 国教        | 無し                          | 無し                          |
| GDP（名目） | 4兆2308億62万米ドル（2023年） | 1兆8624億70万米ドル（2023年） |
| 防衛費      | 491億米ドル（2020年）         | 617億米ドル（2020年）         |

## 歴史
日本国政府はロシア人の極東ロシア進出と日本人の北方開拓の結果、隣国として友好と敵対によって複雑に彩られつつ密接な関係を結びながら歩み、かつては義和団の乱における八カ国連合軍、第一次世界大戦での連合軍としての協力もあったものの、幕末には日本の対馬を占領したロシア軍艦対馬占領事件や日露戦争、シベリア出兵、共産主義、第二次世界大戦、冷戦など対立関係が100年以上続いている。
2022年3月6日、政府は年末に予定する国家安全保障戦略の改定で、ロシアのウクライナ侵攻を受けて対露戦略を見直す方針を固めた。現行の戦略が「パートナー」としているロシアの位置づけについて、北朝鮮や中国と同じ「国家安全保障上の課題」へと変更する方向で調整している。

## 要人往来

### ロシア・ソビエトの要人による訪日

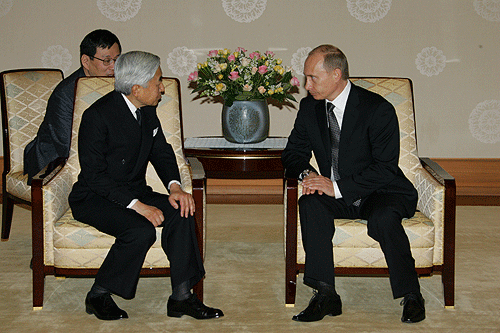
日本の国家元首である明仁天皇（左）とロシア連邦の国家元首であるウラジーミル・プーチン大統領（右）（2005年11月）。

| 訪日時期       | ロシア・ソビエトの要人                                                       | 日本側の会談相手 | 備考 |
| -------------- | ---------------------------------------------------------------------------- | ---------------- | --- |
| 1891年4月～5月 | ニコライ皇太子（後のニコライ2世）                                            | 明治天皇         | ロマノフ朝の皇族及び皇太子による最初で最後の訪日。大津に滞在中の5月11日、ニコライ皇太子が現地の巡査に斬り付けられる（大津事件）。この事件の報を受けて明治天皇は直ちに京都へ急行し、5月13日にニコライ皇太子と会談                     |
| 1990年1月      | ボリス・エリツィン議員（後のロシア連邦大統領）                               |                  | エリツィンによる初の訪日 |
| 1991年4月      | ミハイル・ゴルバチョフ大統領                                                 | 海部俊樹首相     | 1990年7月に行われたゴルバチョフとソ連を訪問中の池田大作創価学会名誉会長との会談でゴルバチョフの訪日が内定。ソビエト連邦の首脳による最初で最後の訪日。両首脳の合意により日ソ共同声明が署名される                                      |
| 1993年7月      | ボリス・エリツィン大統領                                                     | 宮澤喜一首相     | エリツィンによる2度目の訪日、ロシア連邦大統領としては初の訪日。第19回先進国首脳会議（東京サミット）後の7+1会議に出席 |
| 1993年10月     | ボリス・エリツィン大統領                                                     | 細川護熙首相     | エリツィンによる3度目の訪日、ロシア連邦大統領としては2度目の訪日。両首脳の合意により東京宣言が署名される |
| 1993年10月     | ボリス・エリツィン大統領                                                     | 明仁天皇         | 皇居で宮中晩餐 |
| 1995年2月      | ウラジーミル・プーチンサンクトペテルブルク第一副市長（後のロシア連邦大統領） |                  | プーチンによる初の訪日 |
| 1998年4月      | ボリス・エリツィン大統領                                                     | 橋本龍太郎首相   | エリツィンによる4度目の訪日、ロシア連邦大統領としては3度目の訪日。両首脳により川奈合意が確認される |
| 2000年7月      | ウラジーミル・プーチン大統領                                                 | 森喜朗首相       | プーチンによる2度目の訪日、ロシア連邦大統領としては初の訪日。第26回主要国首脳会議（九州・沖縄サミット）に参加 |
| 2000年9月      | ウラジーミル・プーチン大統領                                                 | 明仁天皇         | プーチンによる3度目の訪日、ロシア連邦大統領としては2度目の訪日。皇居で宮中午餐 |
| 2000年9月      | ウラジーミル・プーチン大統領                                                 | 森喜朗首相       | ロシアによる日本の国連安保理常任理事国入り支持を明記した「国際問題における日本国とロシア連邦の協力に関する共同声明」などが署名される                                                                                                 |
| 2005年11月     | ウラジーミル・プーチン大統領                                                 | 小泉純一郎首相   | プーチンによる4度目の訪日、ロシア連邦大統領としては3度目の訪日 |
| 2008年7月      | ドミートリー・メドヴェージェフ大統領                                         | 福田康夫首相     | 第34回主要国首脳会議（北海道洞爺湖サミット）に参加、ロシア連邦大統領としては初の訪日。 |
| 2009年5月      | ウラジーミル・プーチン首相                                                   | 麻生太郎首相     | プーチンによる5度目の訪日、ロシア連邦首相としては初の訪日 |
| 2010年11月     | ドミートリー・メドヴェージェフ大統領                                         | なし             | メドヴェージェフ大統領が日本との事前調整無しに国後島を訪問、ロシア・ソビエトの首脳による初の北方領土訪問となった。翌2011年2月7日の北方領土の日に、菅直人首相がロシア連邦大統領による国後訪問を評して「許し難い暴挙だ」と強く非難した |
| 2016年12月     | ウラジーミル・プーチン大統領                                                 | 安倍晋三首相     | プーチンによる6度目の訪日、ロシア連邦大統領としては4度目の訪日 |

### 日本の要人によるロシア訪問・ソ連訪問
| 訪露・訪ソ時期 | 日本の要人       | ロシア・ソビエト側の会談相手                                          | 備考 |
| -------------- | ---------------- | --------------------------------------------------------------------- | --- |
| 1956年10月     | 鳩山一郎首相     | ニキータ・フルシチョフ書記長                                          | 日本の首相による初のソ連訪問。両首脳の合意により日ソ共同宣言が署名される |
| 1973年10月     | 田中角栄首相     | レオニード・ブレジネフ書記長                                          | 両首脳の合意により日ソ共同声明が署名される |
| 1982年11月     | 鈴木善幸首相     |                                                                       | ブレジネフ書記長の葬儀に出席 |
| 1985年2月      | 中曽根康弘首相   |                                                                       | チェルネンコ書記長の葬儀に出席 |
| 1988年7月      | 中曽根康弘元首相 | ミハイル・ゴルバチョフ書記長                                          | 竹下政権期に中曽根がソ連を訪問。約2年半後に実現したゴルバチョフ訪日の地ならしとなった |
| 1996年4月      | 橋本龍太郎首相   | ボリス・エリツィン大統領                                              | モスクワで原子力安全サミットが開催され、日露首脳会談も行われた |
| 1997年11月     | 橋本龍太郎首相   | ボリス・エリツィン大統領                                              | 日露平和条約締結に向けて日露両国が全力を尽くすことを確認（クラスノヤルスク会談） |
| 1998年11月     | 小渕恵三首相     | ボリス・エリツィン大統領                                              | 両首脳の合意によりモスクワ宣言が発出される |
| 2000年4月      | 森喜朗首相       | ウラジーミル・プーチン大統領代行                                      | プーチンの主な支持基盤であるサンクトペテルブルクで会談 |
| 2001年7月      | 森喜朗首相       | ウラジーミル・プーチン大統領                                          | 両首脳の合意によりイルクーツク声明が発出される |
| 2003年1月      | 小泉純一郎首相   | ウラジーミル・プーチン大統領                                          | 両首脳の合意により日露行動計画などを策定 |
| 2003年5月～6月 | 小泉純一郎首相   | ウラジーミル・プーチン大統領                                          | サンクトペテルブルク建都300周年記念行事が開催され、日露首脳会談も行われた |
| 2003年6月      | 森喜朗元首相     | ウラジーミル・プーチン大統領                                          | 小泉政権期に森が訪露 |
| 2005年5月      | 小泉純一郎首相   | ウラジーミル・プーチン大統領                                          | 第二次世界大戦終了60周年記念式典が開催され、日露首脳会談も行われた |
| 2008年4月      | 福田康夫首相     | ウラジーミル・プーチン大統領 ドミートリー・メドヴェージェフ次期大統領 | [ 34 ] |
| 2013年4月      | 安倍晋三首相     | ウラジーミル・プーチン大統領                                          | [ 35 ] |
| 2014年2月      | 安倍晋三首相     | ウラジーミル・プーチン大統領                                          | ソチ冬季五輪が開催され、G7首脳からは唯一安倍が開会式に出席し、日露首脳会談も行われた |
| 2016年5月      | 安倍晋三首相     | ウラジーミル・プーチン大統領                                          | [ 37 ] |
| 2018年5月      | 安倍晋三首相     | ウラジーミル・プーチン大統領                                          | イギリスを筆頭とする親米諸国がセルゲイ・スクリパリ暗殺未遂事件をロシアの仕業であると見なして一斉にロシア外交官を追放する中、対露関係を重視した安倍が当初の予定通り訪露し、日露首脳会談も行われた |

## 外交使節、大使館

### 在ロシア日本大使・公使
在ロシア日本国大使館
および在ロシア連邦日本大使を参照。

### 在日ロシア大使
駐日ロシア大使館および駐日ロシア大使を参照。

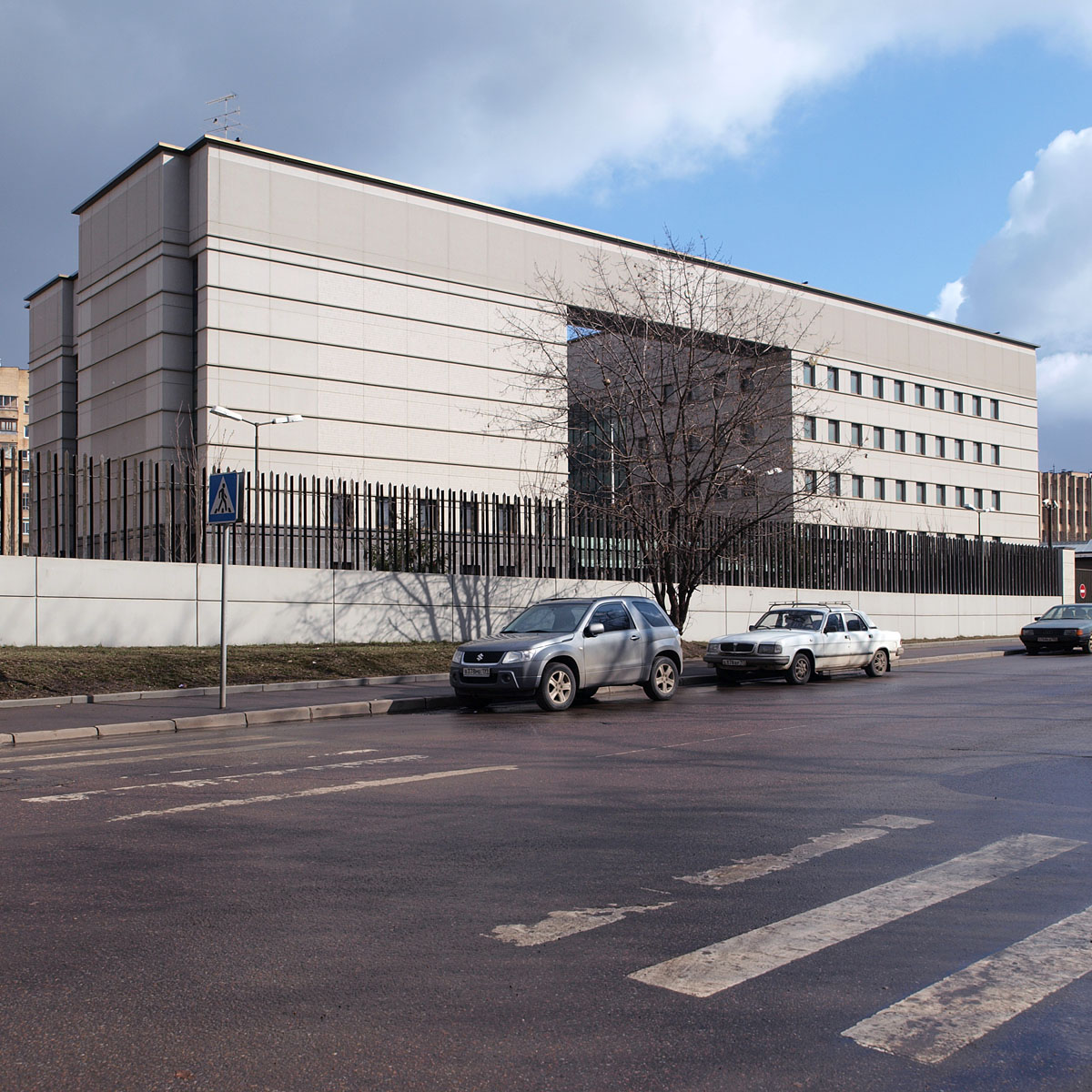
在モスクワ日本大使館
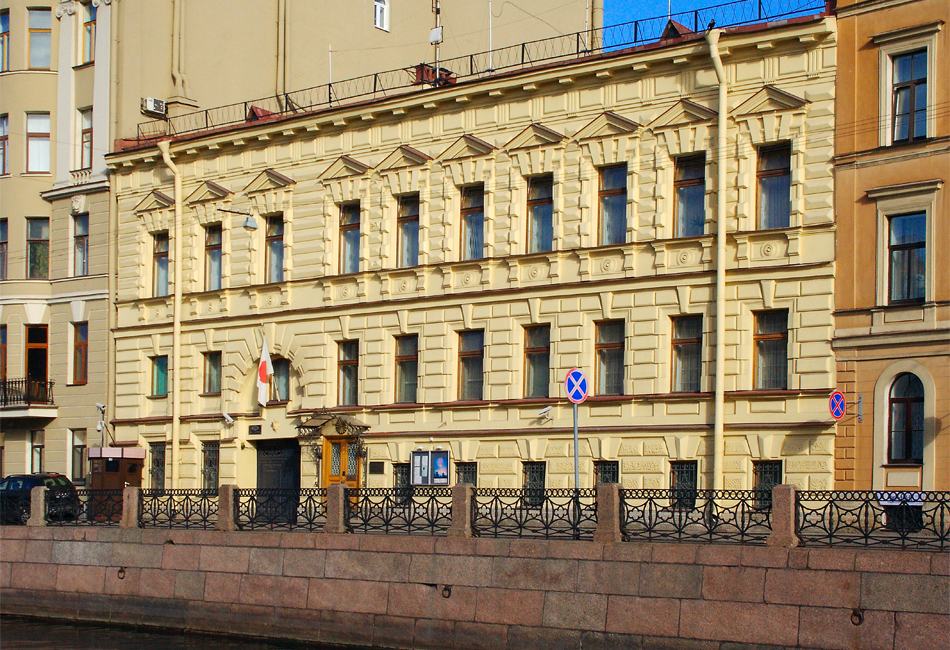
在サンクトペテルブルク日本総領事館

## 日露間の主な姉妹都市
| 日本   | ロシア           |
| ------ | ---------------- |
| 北海道 | サハリン州       |
| 青森県 | ハバロフスク地方 |
| 秋田県 | 沿海地方         |
| 東京都 | モスクワ市       |
| 富山県 | 沿海地方         |
| 石川県 | イルクーツク州   |
| 京都府 | レニングラード州 |
| 大阪府 | 沿海地方         |
| 兵庫県 | ハバロフスク地方 |
| 鳥取県 | 沿海地方         |
| 島根県 | 沿海地方         |

## 経済関係
2013年現在のロシアの対日貿易額は332億ドル（その内ロシアからの輸出は196億ドルで輸入は136億ドル）で、ロシアは日本の貿易相手国の中で14位を占めている。日本の対外貿易額に占めるロシアの割合は2.2パーセント（輸出は1.5パーセントで輸入は2.8パーセント）である。2013年現在日本はロシアの貿易相手国の中で8位を占め、輸入では4位で輸出では9位である。日本がロシアの対外貿易額に占める割合は3.7パーセントである。
日本のロシアからの輸入品目の中で大きな割合を占めるのは原油・天然ガスをはじめとするエネルギー資源であり、輸入額全体の7割以上を占める。また水産物の輸入先としてはチリに次いで2番目であり、ロシア船籍の漁船が日本の港に水揚げすることも多い。
日露両国の経済協力の発展においては、1994年に設置された貿易経済に関する日露政府間委員会が重要な役割を担っている。この委員会の枠組みで、貿易投資分科会と地域間交流分科会の2つの実務機関が活動している。この政府間委員会の会議では、日露間の経済関係発展の当面の課題と見通しについて包括的に協議される。
両国の経済協力は伝統的にエネルギー・石油及びガス部門・自動車製造の分野において発展してきた。現在進行している石油及びガス部門のプロジェクトであるサハリン1・サハリン2に続き、3番目のサハリン液化天然ガスプラントの建設（年間生産量550万トン）とウラジオストクの新しい液化天然ガスプラント建設が計画されている。

## スポーツ交流

### 柔道

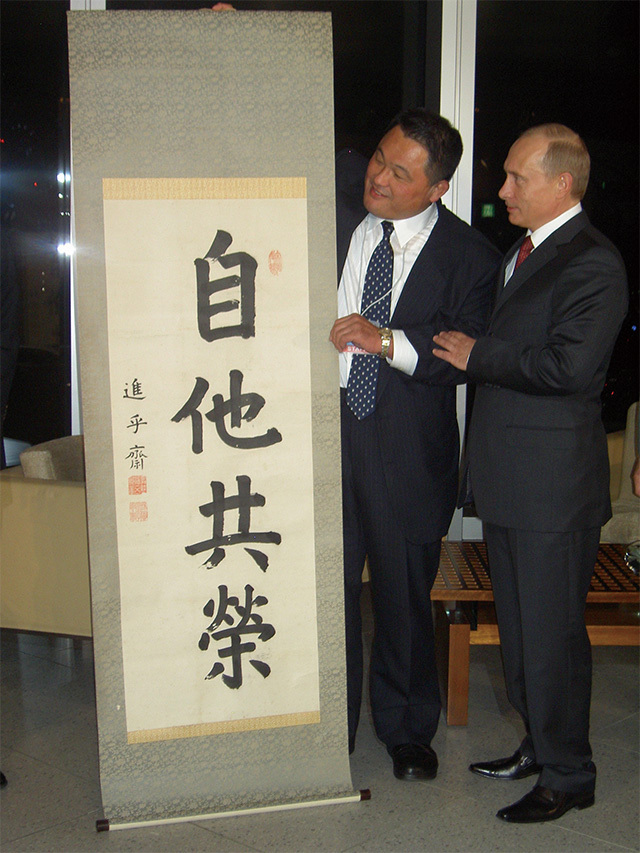
ロシア大統領ウラジーミル・プーチン（右）に嘉納治五郎の直筆の書を献上する東海大学体育学部教授山下泰裕（左）（2005年11月）。嘉納は「柔道の父」と謳われた教育者である

ごく早い時期に明治末年頃から大正時代にかけての日本で柔道を学んだ最も著名なロシア人柔道家は、ワシリー・オシェプコフである。オシェプコフは1911年に講道館に入門して修行に励み、ロシア人として初めて初段を取得した後、1914年にロシアに帰国、極東ロシアのウラジオストクにロシア初の柔道場を建てた。ロシア革命のあった1917年に再度訪日して2段を取得しているが、これがオシェプコフにとって生前最高の段位となる。またソビエト連邦の成立後は極東だけに止まらず、1928年にはシベリアのノヴォシビルスクに、1930年にはモスクワでも柔道の普及活動を始めた。しかし1937年にオシェプコフはスパイ容疑をかけられて「人民の敵」と認定され、大粛清で亡くなった犠牲者のうちの一人となった。
ソビエト連邦が成立してまだ日の浅い1930年代に武器を使わない格闘技つまりは徒手格闘技（ロシア語で「サンボ」）としてソビエト連邦の民族的なサンボやソビエト連邦外の徒手格闘技を源流とするスポーツサンボが誕生したが、この新しい格闘技は、オシェプコフの弟子であったアナトリー・ハルランピエフがソビエト連邦を統合する国民的なレスリングとして編み出したものである。オシェプコフ自身がスポーツサンボの創設に関与しているとの説もあるが、その真偽がいずれであるにせよ、スポーツサンボが柔道の影響を受けている事実には変わりない。スポーツサンボは一躍ソ連で有名なスポーツとなったが、1964年東京オリンピックで柔道が初めて正式競技になるまで、スポーツサンボの源流となる柔道について大きな関心が持たれることはなかった。
1972年にソビエト社会主義共和国連邦柔道連盟（ロシア語: Федерация дзюдо СССР）が創設された。これは、現在のロシア柔道連盟（ロシア語: Федерация дзюдо России）の前身となる組織であった。柔道連盟創設後の選手強化は順調で、1976年モントリオールオリンピックの柔道競技では柔道の発祥国である日本に次いで2位、1980年モスクワオリンピックの柔道競技では堂々の1位を飾った（但し、日本をはじめとする西側諸国の多くは、ソビエト連邦によるアフガニスタン侵攻への抗議としてモスクワ大会をボイコットしているが）。バルト三国がソ連邦から離脱した後も、EUN選手団として、1992年バルセロナオリンピックの柔道競技において3位を勝ち取っている。その後は経済危機などによりロシア柔道の低迷が続くが、2012年ロンドンオリンピックの柔道競技ではモスクワ大会以来ロシア連邦としては初の1位を飾って、柔道大国であるロシアの存在を世界に見せつけた。
また1999年末に大統領代行となって2000年5月から正式に第2代ロシア連邦大統領に就任したウラジーミル・プーチンが、KGB仕込みのサンボ格闘家であると同時に柔道家でもあるという関係から、ロシアと柔道の関係が日本でも深くクローズアップされることになった。2012年9月にロシア柔道の父と呼べるオシェプコフを記念した「オシェプコフ生誕120周年記念式典」がウラジオストクで開催され、日本からも山下泰裕8段を筆頭とする柔道家が出席した。

## 文化交流

### クラシック音楽
ロシアのクラシック音楽はバレエ音楽「白鳥の湖」・「眠れる森の美女」・「くるみ割り人形」などで有名なチャイコフスキーと、ロシア人で最も名高い交響曲作曲家のショスタコーヴィッチが双璧であろう。日本でも、チャイコフスキーとショスタコーヴィッチを一度も演奏したことのない交響楽団を探す方が難しいくらいである。また、チャイコフスキーの名が冠されたロシアのモスクワ音楽院は、1999年にくらしき作陽大学と芸術文化交流協定を締結している。
単純なクラシック音楽という括りではドイツとオーストリアの後塵を拝しているロシアだが、クラシックバレエのカテゴリーでは首都モスクワにボリショイ劇場、副都サンクトペテルブルクにミハイロフスキー劇場（旧称のレニングラード国立歌劇場でも有名）を擁するバレエ大国である。サンクトペテルブルクにあるマリインスキー劇場が抱えるマリインスキー・バレエ団には、日本人としては初の正式団員となるバレリーナの石井久美子が2013年7月より所属している。
加えてイタリアやドイツには及ばないにせよ、ロシアはオペラでも名高い。ロシアオペラは名作が多いのだが、もし一作だけと言われたらプーシキンの韻文小説をチャイコフスキーがオペラ化した「エフゲニー・オネーギン」を挙げなければならないだろう。帝政ロシアの貴族の日常生活、舞踏会、決闘などを含む恋物語が、一流の韻文や抒情的な旋律と相俟って織り成されている。ロシアのオペラが来日公演する際に、しばしば上演される演目でもある（日本語字幕つきで）。